# Bandeira da Paraíba
A Bandeira da Paraíba é um dos símbolos oficiais do estado brasileiro da Paraíba.

## História

Verso da atual bandeira paraibana.

Conhecida como bandeira do Nego, foi adotada em 25 de setembro de 1930, por meio da Lei Estadual n.º 704:
Art. 1º — Terá o Estado bandeira propria cujos característicos serão regulados por decreto do poder executivo.

Art. 2º A bandeira terá dois terços de côr rubra e um de côr negra, ficando esta do lado do mastro.
Parágrafo unico — Na parte rubra ficará a palavra "Négo", escripta em caracteres brancos, na proporção de um vigesimo para o todo."

Um terço dela está na cor preta — representando os dias de luto que vigoraram no estado após o assassinato de João Pessoa em Recife, no ano de 1930 — e dois terços restantes na cor vermelha — representando a Aliança Liberal. No meio da parte vermelha, há a inscrição "NEGO", na cor branca e em letras maiúsculas, que é a conjugação do verbo "negar" no presente do indicativo da primeira pessoa do singular e representa a não aceitação do sucessor à presidência da república indicado pelo presidente brasileiro da época, Washington Luís. Quando a bandeira foi adotada, o vocábulo era escrito com um acento agudo na letra E: "NÉGO". 
Esta lei foi promulgada pelo presidente da Assembleia Legislativa porque o presidente do estado a vetou, pelos fundamentos seguintes:
"Usando das atribuições que me confere o art. 2º da Constituição do Estado e, considerando que o projecto nº 6 é, em suas linhas gerais, como nas minúcias da sua organização, uma simples criação de partido; considerando que a bandeira de qualquer Estado é, antes de tudo, um símbolo de vida normal, uma síntese ideal das aspirações coletivas ou da ambiência em que evolve a alma do povo que a elege; considerando que a phrase inscripta na bandeira que elle crêa não é historica nem figura no telegrama em que o Presidente João Pessoa negou apoio á candidatura Júlio Prestes considerando que - nego - desacompanhado de qualquer explicação é, por si só incompreensível, e encerra um grito de puro negativismo, resolvo vetar este projecto, devolvendo-o à Assembleia para que se cumpram os dispositivos constitucionais que regem o caso.
— João Pessoa, 23 de setembro de 1930. 
Álvaro Pereira de Carvalho

A constituição de 1937 do Estado Novo aboliu todos os símbolos estaduais e municipais em favor dos símbolos nacionais. A bandeira da Paraíba só foi restituida pelo artigo 139 da Constituição Estadual de 1947 em 26 de julho de 1965, e confirmada pela lei estadual nº 3 919, de 26 de julho de 1965, e nº 3489, 30 de agosto de 1967.

## Cronologia de símbolos anteriores

### Revolução republicana de 1817

Bandeira da Paraíba utilizada na revolução republicana de 1817.

A Paraíba, tão logo aderiu à revolução republicana de 1817, adotou no dia 1º de abril de 1817 sua bandeira que, baseada na "bandeira da amizade" do estado de Pernambuco:

Nós os do Governo Provisório da Paraíba do Norte estabelecendo a bandeira, que deve usar a nossa Província da Paraíba de união e amizade com o Estado de Pernambuco, visto que a bandeira de Pernambuco é branca com um listão azul, decretamos que a nossa bandeira seja só branca com as mesmas armas de Pernambuco servindo unicamente de distintivo não ter o listão azul.
Casa do Governo Provisório da Paraíba, 1º de abril de 1817. O 1º da Independência.
— Inácio Leopoldo de Albuquerque Maranhão
Francisco Xavier Monteiro da Franca
Francisco José da Silveira
Padre Antônio Pereira de Albuquerque e Melo

As três estrelas representavam Pernambuco, Paraíba e Rio Grande do Norte, e outras estrelas seriam inseridas ao passo que outras capitanias do Brasil aderissem oficialmente à confederação.

### 1907-1922

Bandeira da Paraíba utilizada entre 1907-1922.

A primeira bandeira da Paraíba no período republicano foi instituído pela lei estadual nº 266, de 21 de setembro de 1907, durante o governo do Monsenhor Valfredo Leal.
A bandeira pode assim ser descrita:

Bandeira retangular listrada horizontalmente com cinco listras verdes e quatro brancas; no meio da bandeira um círculo amarelo contendo um escudo prata carregando a inscrição “5 de agosto de 1585” (data considerada, na época, como da fundação da Paraíba), e de bordadura azul carregada de dezesseis estrelas brancas (número de comarcas da Paraíba); sobre o escudo, uma estrela de bordadura vermelha, carregada de um barrete frígio, também na cor vermelha.
Na década de 1920 houve um movimento político que promovia a supressão dos símbolos estaduais e municipais em favor dos símbolos nacionais. Dentre seus adeptos, destaca-se o então presidente do Paraná, Caetano Munhoz da Rocha, que, em 1922, propôs aos governos de todas as unidades da federação que abolissem os símbolos locais Nesse contexto o presidente da Paraíba, Sólon de Lucena, extinguiu a bandeira estadual através da Lei nº 553, de 7 de novembro de 1922, passando o estado a utilizar a bandeira nacional. O estado só voltou a ter bandeira própria em 1930, quando a bandeira do nego foi instituída.
Essa bandeira alviverde foi adotado em 1971 como bandeira do Instituto Histórico e Geográfico Paraibano.

## Outras bandeiras

Bandeira da Companhia das Índias Ocidentais, usada durante o domínio Holandês
Bandeira da Confederação do Equador
Bandeira não oficial da Província da Paraíba
Bandeira-insígnia do governador da Paraíba.